# Бусто Гаролфо
Бусто Гаролфо (итал. Busto Garolfo) је насеље у Италији у округу Милано, региону Ломбардија.
Према процени из 2011. у насељу је живело 13364 становника. Насеље се налази на надморској висини од 187 м.

## Становништво
| 1931. | 1936. | 1951. | 1961. | 1971.  | 1981.  | 1991.  | 2001.  | 2011.  |
| ----- | ----- | ----- | ----- | ------ | ------ | ------ | ------ | ------ |
| 5.431 | 5.814 | 7.560 | 8.720 | 10.856 | 11.281 | 11.601 | 12.506 | 13.479 |